# Matt Winston
Matt Winston (3 februari 1970) is een Amerikaans acteur, filmproducent en scenarioschrijver.

## Biografie
Winston is een zoon van de speciale effecten-maker Stan Winston. Hij heeft gestudeerd aan de Yale-universiteit in New Haven (Connecticut).
Winston begon in 1993 met acteren in de televisieserie Married... with Children. Hierna heeft hij nog meer dan 100 rollen gespeeld in televisieseries en films zoals Fame L.A. (1997-1998), Galaxy Quest (1999), Crocodile Dundee in Los Angeles (2001), John Doe (2003), Star Trek: Enterprise (2001-2004), Zodiac (2007), Scrubs (2001-2009) en Starstruck (2010).
Winston is in 1998 getrouwd en heeft twee kinderen.

## Filmografie

### Films
Selectie:
- 2014 Wish I Was Here - als Alan
- 2011 Annie Claus is Coming to Town – als Chester
- 2010 The Boy Who Cried Werewolf – als David Sands
- 2010 Starstruck – als Alan Smith
- 2007 I Now Pronounce You Chuck and Larry – als Glen Aldrich
- 2007 Zodiac – als John Allen
- 2006 Little Miss Sunshine – als vertoner
- 2003 The Core – als Luke Barry
- 2002 About Schmidt – als Gary Nordin
- 2001 Artificial Intelligence: A.I. – als directielid
- 2001 Crocodile Dundee in Los Angeles – als Limo chauffeur
- 2000 Keeping the Faith – als Matt
- 1999 Galaxy Quest – als technicus
- 1999 Fight Club – als student
- 1998 Halloween H20: 20 Years Later – als detective Matt Sampson
- 1997 The Peacemaker – als VN officier
- 1994 Wes Craven's New Nightmare – als Charles Wilson

### Televisieseries
Uitgezonderd eenmalige gastrollen.
- 2013 Raising Hope - als Stu - 2 afl.
- 2012 Desperate Housewives - als Lazaro - 2 afl.
- 2001 – 2009 Scrubs – als dr. Jeffrey Steadman – 5 afl.
- 2007 John from Cincinnati – als Barry Cunningham – 10 afl.
- 2006 Teachers – als Mitch Lenk – 5 afl.
- 2001 – 2004 Star Trek: Enterprise – als agent Daniels – 8 afl.
- 2003 – 2004 Six Feet Under – als Terry – 4 afl.
- 2003 John Doe – als Samuel Donald Clarkson – 3 afl.
- 1998 – 1999 Airli$$ – als Jeremy Brenner – 3 afl.
- 1999 – 2000 Movie Stars – als directeur – 2 afl.
- 1997 – 1998 Fame L.A. – als Adam Lewis – 21 afl.

### Filmproducent
- 2016 Black Mass - korte film
- 2014 Kaiju Fury! - korte film
- 2014 Some Dis-Assembly Required - korte film
- 2014 The Monster Show - televisieserie - 1 afl.
- 2013 How to Make a Giant Robot Mech - documentaire
- 2011 Stop Motion Character Performance - film

### Scenarioschrijver
- 2012 Thanks for Sharing - film

- Gemeinsame Normdatei: 1070953849
- International Standard Name Identifier: 0000 0000 4905 5265
- Library of Congress Control Number: no2004071580
- Nationale Bibliotheek van Tsjechië: xx0202295
- Nationale Bibliotheek van Israël: 987007381827005171
- Virtual International Authority File: 41554488
- WorldCat: E39PBJgt3bX4XV8vcC8GVVbDbd